# Коптогай (Курмангазинський район)
Коптога́й (каз. Көптоғай) — село у складі Курмангазинського району Атирауської області Казахстану. Адміністративний центр Коптогайського сільського округу.
Населення — 775 осіб (2021; 836 у 2009, 853 у 1999, 847 у 1989).